# Andréhn-Schiptjenko
Andréhn-Schiptjenko är ett konstgalleri i Stockholm.
Andréhn-Schiptjenko grundades 1991 av Ciléne Andréhn och Marina Schiptjenko och ligger på Linnégatan 31 i Stockholm.
Galleriet representerar konstnärer som arbetar med måleri, teckning, skulptur, video och installation. Andréhn-Schiptjenko deltar också i internationella konstmässor som Art Basel och Art Basel Hongkong.
Andréhn-Schiptjenko svarade för den permanenta konstnärliga utsmyckningen i MOOD Stockholm.

## Representerade konstnärer
- Dana-Fiona Armour
- Cornelia Baltes
- Uta Barth
- Cecilia Bengolea
- Tobias Bernstrup
- José León Cerrillo
- Jacob Dahlgren
- Omid Delafrouz
- Siri Derkert
- Maya Eizin Öijer
- Carin Ellberg
- Mark Frygell
- Siobhán Hapaska
- Ridley Howard
- Martin Jacobson
- Kristina Jansson
- Lena Johansson
- Annika Larsson
- Matts Leiderstam
- Linder
- Katarina Löfström
- Tony Matelli
- Santiago Mostyn
- Sixten Sandra Österberg
- Julio Le Parc
- Yngvild Saeter
- Martín Soto Climent
- Per B Sundberg
- Theresa Traore Dahlberg
- Xavier Veilhan
- Annika von Hausswolff
- Cajsa von Zeipel
- Gunnel Wåhlstrand